# Pełcz (rzeka)
Pełcz (Polka) – rzeka w województwie lubuskim, prawy dopływ Otoku o długości 28,14 km, do którego uchodzi w Górkach Noteckich, źródła koło wsi Danków. Rzeka płynie w kierunku południowo-wschodnim przez tereny powiatu strzelecko-drezdeneckiego.